# Glauber (månekrater)
Glauber er et lille nedslagskrater på Månen. Det befinder sig på den nordlige halvkugle på Månens bagside og er opkaldt efter den tyske kemiker Johann R. Glauber (ca. 1603 – 1670).
Navnet blev officielt tildelt af den Internationale Astronomiske Union (IAU) i 1976.

## Omgivelser
Glauberkrateret ligger lige nord for det store nedslagsbassin Mendeleevkrateret, uden for Mendeleevs irregulære rand, men indenfor dettes ydre lag af udkastet materiale.

## Karakteristika
Glauber er cirkulært med en kraterrand, som ikke er særlig eroderet. De enkle indre kratervægge skråner ned mod en lille kraterbund, som har en central top. Bundens diameter er kun omkring en tredjedel af kraterets samlede diameter.

## Måneatlas
- Billeder af Glauberkrateret i LPI-måneatlasset
- USGS-kort